# Zack Sabre Jr.
Lucas Eatwell (* 24. Juli 1987 in Isle of Sheppey, Vereinigtes Königreich) ist ein englischer Profi-Wrestler, besser bekannt unter seinem Ringnamen Zack Sabre Jr. (Katakana: ザック・セイバーJr, Zakku Seibā Jr.). Derzeit ist er bei New Japan Pro-Wrestling (NJPW) unter Vertrag. Außerhalb von NJPW tritt Sabre für Pro Wrestling Guerrilla (PWG), Ring of Honor (ROH), Revolution Pro Wrestling (RPW) und Progress Wrestling (Progress) auf.
Sabre ist ein ehemaliger NWA United Kingdom Junior Heavyweight Championship Gewinner und ein Produkt der NWA-UK Hammerlock Trainingsschule. Er begann sein Training bei NWA-UK Hammerlock im Alter von 14 Jahren unter der Leitung von Jon Ryan und Andre Baker. Sabres offensives Moveset umfasst eine breite Palette komplexer technischer Wrestling-Griffe und Pinning-Kombinationen, harte Schläge (die auf seine Vorliebe für Puroresu zurückzuführen sind), explosive Athletik und atemberaubende Akrobatik. Die Leser des Wrestling Observer Newsletter wählten Sabre sieben Jahre in Folge zum besten technischen Wrestler des Jahres (2014–2020) und zum besten technischen Wrestler des Jahrzehnts (2010er Jahre).
Obwohl Sabre in erster Linie für seine Soloauftritte bekannt ist, ist er auch ein Tag-Team-Wrestler. In seiner frühen Karriere machte er sich als Teil der "Leaders Of The New School" mit Marty Scurll einen Namen und hielt zweimal die IPW:UK Tag Team Championships. Später gewann er denselben Titel (jetzt RPW Undisputed British Tag Team Champions) zusammen mit seinem Suzuki-Gun-Stallgefährten Minoru Suzuki. Bei Pro Wrestling Noah war er zweimal GHC Junior Heavyweight Tag Team Champion mit Yoshinari Ogawa und bei World Xtreme Wrestling war er wXw World Tag Team Champion mit Big Daddy Walter. Sabre bildete auch ein Tag Team mit seinem Suzuki-Gun-Stallgefährten Taichi (die "Dangerous Tekkers"), die dreimalige IWGP Tag Team Champions sind.
Bei NJPW hat Sabre einmal den G1 Climax (2024) und zweimal den New Japan Cup (2018 und 2022) gewonnen. Bei PWG ist er ein ehemaliger PWG World Champion und der Gewinner des Battle of Los Angeles 2015.

## Wrestling-Karriere

### NWA UK Hammerlock (2005–2007)
Am 22. Oktober 2005 gewann Sabre die NWA United Kingdom Junior Heavyweight Championship und hielt den Titel bis zum 1. Juni 2008, als er vakant wurde.

### International Pro Wrestling: United Kingdom (2006–2012)
Bei International Pro Wrestling: United Kingdom (IPW:UK) gewann Sabre vor allem zweimal die IPW:UK Tag Team Championship zusammen mit Marty Scurll in den Jahren 2009 und 2010.

### Pro Wrestling Noah (2008–2015)
Bei Pro Wrestling Noah gewann Sabre vor allem die GHC Junior Heavyweight Tag Team Championship zweimal mit Yoshinari Ogawa in 2013 und 2014.

### Westside Xtreme Wrestling (2006–2018)
Bei Westside Xtreme Wrestling gewann Sabre sowohl die wXw World Lightweight Championship als auch die wXw World Heavyweight Championship im Jahr 2010 und vereinigte die Titel, um der erste wXw Unified World Wrestling Champion zu werden. Er verlor die Meisterschaft im selben Jahr an Big van Walter. Sabre gewann auch das World Tag Team Tournament 2015 um die vakante wXw World Tag Team Championship zusammen mit Big Daddy Walter.

### Progress Wrestling (2012–2018)
Sabre trat bei der Debüt-Show von Progress Wrestling in London auf und verlor gegen Marty Scurll in einem Match, das vom Alternative Wrestling Magazine zum UK Match of the Year gewählt wurde und von Kritikern gelobt wurde.
Im Jahr 2015 nahm Sabre am allerersten Progress Wrestling Super Strong Style 16 Turnier teil und bestritt an diesem Wochenende vier Matches. Er besiegte Zack Gibson, Tommaso Ciampa und Scurll, bevor er im Finale gegen Will Ospreay verlor. Sabre hatte ein Rematch mit Ciampa im November bei der allerersten Manchester Progress Show, das Ciampa gewann. Im März 2016 taten sich Sabre und Ciampa zusammen, um gegen The Origin (El Ligero und Nathan Cruz) um die Progress Tag Team Championships anzutreten, konnten die Titel aber nicht gewinnen. Nach der Niederlage schlug Ciampa Sabre nieder. Die beiden standen sich bei der bisher größten Show von Progress in der Brixton Academy in London in einem Two Out of Three Falls Match gegenüber, das Sabre Jr. gewann. Bei Chapter 40 forderte Sabre erfolglos Pete Dunne um die Progress World Championship heraus. Danach trat er beim Super Strong Style 16 an und besiegte David Starr in der ersten Runde, Jack Sexsmith in der zweiten, indem er im Halbfinale gegen Travis Banks verlor. Sabre nahm an der Super Strong Style 16 2018 teil und besiegte Chuck Mambo in der ersten Runde, David Starr in der zweiten Runde, Keith Lee im Halbfinale und Kassius Ohno im Finale, womit er das Turnier zum ersten Mal in seiner Karriere gewann. Bei Chapter 77 wurde Sabre von WALTER um die Progress World Championship besiegt.

### Pro Wrestling Guerrilla (2014–2018)
Sabre gab sein Debüt für Pro Wrestling Guerrilla bei der Battle of Los Angeles 2014 in der ersten Nacht, als er sich mit Chuck Taylor und Kenny Omega zusammentat um Adam Cole und The Young Bucks (Matt und Nick Jackson) zu besiegen.
Im April 2015 kehrte er zur Promotion zurück und nahm die Herausforderung von PWG World Champion Roderick Strong in einem Titelmatch bei Don't Sweat the Technique an, wobei er verlor. Danach nahm er am Battle of Los Angeles 2015 teil, das er schließlich gewann.
In der Nacht 2 des All Star Weekend 12 besiegte Sabre Strong, um den PWG-Titel zum ersten Mal zu gewinnen. Im September 2016 nahm er an seinem dritten Battle of Los Angeles-Turnier teil und verlor im Viertelfinale gegen Will Ospreay. Am 7. Juli 2017 verlor Sabre den PWG World Championship gegen Chuck Taylor. Im September nahm Sabre am Battle of Los Angeles-Turnier 2017 teil, wo er im Viertelfinale gegen Rey Fenix ausschied.

### WWE (2016)
Am 31. März 2016 wurde Sabre als Teilnehmer des bevorstehenden Global Cruiserweight Series-Turniers der WWE angekündigt, das später in "Cruiserweight Classic" umbenannt wurde. Sein Name wurde kurz darauf gestrichen, da er ein Qualifikationsmatch bei Progress Wrestlings Chapter 29-Veranstaltung in London bestreiten würde, um sich seinen Platz zu verdienen, wo er Flash Morgan Webster besiegte. Am 23. Juni besiegte Sabre in seinem Erstrundenmatch Tyson Dux. Am 14. Juli besiegte Sabre in seinem Zweitrundenmatch Drew Gulak. Am 26. August besiegte Sabre Noam Dar und zog damit ins Halbfinale des Turniers ein, wo er am 14. September von Gran Metalik besiegt wurde. Später wurde berichtet, dass Sabres Niederlage darauf zurückzuführen war, dass er im Gegensatz zu den beiden Turnierfinalisten keinen Vertrag mit der WWE abgeschlossen hatte.

### New Japan Pro-Wrestling (2017–heute)
Am 21. Februar 2017 wurde bekannt gegeben, dass Sabre sein Debüt für New Japan Pro-Wrestling (NJPW) bei der 45. Jubiläumsshow der Promotion am 6. März geben würde, wo er Katsuyori Shibata um die RPW British Heavyweight Championship herausfordern würde. Sabre gewann das Match mit Hilfe von Minoru Suzuki und Davey Boy Smith Jr, Am darauffolgenden Tag besiegte Sabre den NEVER Openweight Champion Hirooki Goto in einem achtköpfigen Tag Team Match. Dies führte dazu, dass Sabre Goto am 9. April bei Sakura Genesis erfolglos um den Titel herausforderte. Sabre wurde aus dem 2017 Best of the Super Juniors ausgelassen, da NJPW beschlossen hatte, ihn in Zukunft als Schwergewichtswrestler zu kategorisieren. Stattdessen wurde er für NJPWs wichtigstes Singles-Turnier, den G1 Climax 2017, angekündigt. Vor dem G1 Climax nahm Sabre an einem Turnier zur Krönung der ersten IWGP United States Heavyweight Championship beim G1 Special in den USA teil, wo er es bis ins Halbfinale schaffte, bevor er gegen Tomohiro Ishii verlor. Am 17. Juli erzielte Sabre einen wichtigen Sieg in seinem ersten G1 Climax-Kampf, indem er den amtierenden IWGP Intercontinental Champion Hiroshi Tanahashi bezwang. Sabre beendete das Turnier mit einer Bilanz von fünf Siegen und vier Niederlagen und verpasste den Einzug ins Finale. Am 16. September scheiterte Sabre bei Destruction in Hiroshima mit seinem Versuch, Tanahashi die Intercontinental Championship abzunehmen.
Am 28. Februar 2018 wurde Sabre als einer der Teilnehmer des New Japan Cup 2018 bekannt gegeben. Auf seinem Weg ins Finale besiegte Sabre Tetsuya Naito in der ersten Runde, Kota Ibushi in der zweiten Runde und Sanada im Halbfinale. Am 21. März besiegte Sabre Tanahashi im Finale und wurde damit nach Giant Bernard im Jahr 2006 der zweite Gaijin, der das Turnier gewann. Nach dem Match forderte er den IWGP Heavyweight Champion Kazuchika Okada für einen Titelkampf bei Sakura Genesis heraus. Am 1. April bei Sakura Genesis besiegte Okada Sabre, um den Titel zu behalten. Zack Sabre Jr. nahm am G1 Climax 2018 teil, wo er mit 12 Punkten abschloss und aufgrund seiner Niederlagen gegen Kenny Omega und Kota Ibushi nicht weiter kam.
At Wrestle Kingdom 13 he defeated Tomohiro Ishii to regain the British Heavyweight Championship. In March 2019, Sabre entered to the 2019 New Japan Cup, defeating Evil in the first round, Kota Ibushi in the second round but losing to Hiroshi Tanahashi in the quarter final. At G1 Supercard, Sabre defeated Hiroshi Tanahashi to retain the RPW British Heavyweight Championship. Sabre was announced as a participant of the 2019 G1 Climax. He walked away with 8 points after winning four matches, beating Bad Luck Fale, Will Ospreay, fellow Suzuki Gun stablemate Lance Archer, and Kenta, whilst suffering losses to Kazuchika Okada, Sanada, Hiroshi Tanahashi, Kota Ibushi, and Evil. At Royal Quest, Sabre lost the British Heavyweight Championship to Hiroshi Tanahashi. At Destruction in Beppu, Sabre submitted Tanahashi to regain the RPW British Heavyweight Championship for the fourth time.
Nach Siegen gegen Sanada bei Wrestle Kingdom 14 und Will Ospreay bei The New Beginning in Sapporo verlor Sabre den Titel am 14. Februar bei einer RPW-Veranstaltung an Ospreay. Seitdem hat er sich mit seinem Suzuki Gun-Stallgefährten Taichi zusammengetan, um die IWGP Tag Team Championships der Golden Aces (Kota Ibushi und Hiroshi Tanahashi) zu verteidigen. Beim New Japan Cup 2020 wurde Sabre in der ersten Runde von Ibushi eliminiert. Sein Partner Taichi hingegen eliminierte sowohl Tanahashi als auch Ibushi aus dem Turnier, bevor er selbst von Sanada eliminiert wurde. Am 12. Juli besiegten Sabre und Taichi bei Dominion Tanahashi und Ibushi und gewannen ihre IWGP Tag Team Championships, was Sabres ersten Titelgewinn bei NJPW bedeutete. Sie behielten die Meisterschaft in einem Match gegen die ehemaligen Champions beim Summer Struggle in Jingu. Nach einer weiteren erfolgreichen Verteidigung verloren sie die Titel bei Wrestle Kingdom 15 an G.O.D. Am 1. Juni konnten er und Taichi jedoch die IWGP Tag Team Championship zurückgewinnen. Sie verloren sie an die World-Tag-League-Gewinner Hirooki Goto und YOSHI-HASHI bei Wrestle Kingdom 16 Night 1. In Night 2 verlor Suzuki-Gun gegen Los Ingobernables de Japon in einem 8-Mann Tag Team Match. In Night 3 verloren Sabre Jr. und sein Suzuki-Gun Stallkollege Yoshinobu Kanemaru gegen Naomichi Marufuji und Yoshinari Ogawa von Pro Wrestling NOAH.
Im März nahm Sabre Jr. am New Japan Cup teil. Er besiegte Ryohei Oiwa in der ersten Runde und seinen Suzuki-Gun-Stallgefährten Douki in der zweiten Runde. Er besiegte Great-O-Khan in Runde 3 und Will Ospreay im Viertelfinale in einem von der Kritik gefeierten Match. Sabre Jr. besiegte dann Shingo Takagi im Halbfinale, um ins Finale vorzustoßen, wo er Tetsuya Naito im Turnierfinale besiegte, um seinen zweiten New Japan Cup zu gewinnen. Durch den Turniersieg verdiente sich Sabre Jr. ein IWGP World Heavyweight Championship Match. Bei Hyper Battle verlor Sabre Jr. gegen World Champion Kazuchika Okada.

### Ring of Honor (2018–2019)
Am 5. November 2018 wurde bekannt gegeben, dass Sabre bei Final Battle 2018 sein Ring-of-Honor-Debüt geben wird. Er besiegte Jonathan Gresham.

### All Elite Wrestling (2022–heute)
Seit der Ankündigung von AEW x NJPW: Forbidden Door hatte Sabre Jr. immer wieder "The American Dragon" gerufen und angedeutet, Bryan Danielson zu einem Match bei Forbidden Door herauszufordern. Zack Sabre Jr. called out Bryan Danielson for Forbidden Door. Dies führte dazu, dass Danielson bei der Dynamite-Ausgabe am 22. Juni die Herausforderung von Sabre Jr. bestätigte, jedoch auch ankündigte, dass er verletzt sei und aufgrund seiner Niederlage bei Double or Nothing im Anarchy in the Arena-Match medizinisch nicht in der Lage sei, bei Forbidden Door anzutreten. Danielson kündigte jedoch einen geheimnisvollen Gegner für Sabre Jr. an, von dem er behauptete, er sei die "einzige Person", der er vertraue, um seinen Platz beim PPV und bei der anschließenden Sonderausgabe von Dynamite, AEW Blood and Guts, einzunehmen. Dies führte dazu, dass Sabre Jr. sein AEW-Debüt gab, indem er Danielson niederstarrte. Am 26. Juni bei der Veranstaltung wurde der mysteriöse Gegner als Claudio Castagnoli enthüllt, der Sabre Jr. besiegte.
Das angekündigte DreamMatch der beiden wurde am 1. Oktober 2023 bei AEW WrestleDream nachgeholt.

## Privatleben
Sabre ist Veganer.

## Professioneller Wrestling-Stil und Persona
Sabres technischer Stil umfasst hauptsächlich britisches Catch Wrestling und Submission Holds. Er hat den Wrestling Observer Newsletter Bryan Danielson Award (Best Technical Wrestler)" für sieben aufeinanderfolgende Jahre gewonnen. Sabre ist ein Mitglied der Suzuki-Gun-Fraktion und eine Hälfte des Dangerous Tekkers Tag-Teams neben Taichi.

## Titel und Auszeichnungen
Alternative Wrestling Magazine

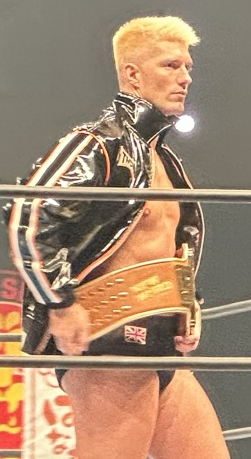
Zack Sabre Jr. (2023)

- - UK Match of the Year (2012) vs. Marty Scurll on 25 March
- AM Wrestling
  - One Night Tournament (2008)[61]
- DDT Pro-Wrestling
  - Ironman Heavymetalweight Championship (1x)[62]
- Defiant Wrestling/What Culture Pro Wrestling
  - Defiant/WCPW Internet Championship (1×)[63]
- Evolve
  - Evolve Championship (1x)[64]
- German Stampede Wrestling
  - GSW Breakthrough Championship (1×)[65]
- International Pro Wrestling: United Kingdom
  - IPW:UK Tag Team Championship (2×) – mit Marty Scurll[66]
  - UK Super 8 Tournament (2014)[67][68]
  - Tag Team Tournament (2017) – mit Jimmy Havoc[69]
- New Japan Pro-Wrestling
  - IWGP Tag Team Championship (3x) – mit Taichi[70]
  - G1 Climax 2024
  - New Japan Cup (2018, 2022)[71][72]
  - NJPW World Television Championship (2x)
- NWA-UK Hammerlock
  - NWA United Kingdom Junior Heavyweight Championship (1×)[73]
  - Hardcore Lottery Tournament (2008)[74]
- Premier Promotions
  - PWF Middleweight Championship (1×)[75]
  - PWF Light Heavyweight Championship (1×)[76]
  - Ian Dowland Trophy (2010)[77]
  - Ken Joyce Trophy (2011)[78]
  - Worthing Trophy (2012, 2013)[79][80]
- Pro Wrestling Guerrilla
  - PWG World Championship (1x)[81]
  - Battle of Los Angeles (2015)[82][83]
- Pro Wrestling Illustrated
  - Ranked No. 24 of the top 500 singles wrestlers in the PWI 500 in 2018[84]
  - Ranked No. 3 of the top 50 Tag Teams in the PWI Tag Team 50 in 2021
- Pro Wrestling NOAH
  - GHC Junior Heavyweight Tag Team Championship (2x) – mit Yoshinari Ogawa[85][4]
- Progress Wrestling
  - Super Strong Style 16 (2018)[86]
- Revolution Pro Wrestling
  - British Heavyweight Championship (4x)[87]
  - Undisputed British Tag Team Championship (1×) – mit Minoru Suzuki[88]
- Solent Wrestling Federation
  - One Night Tournament (2012)[89]
- Tokyo Sports
  - Best Tag Team Award (2021)
- Triple X Wrestling
  - Triple X Wrestling Heavyweight Championship (1×)[90]
- Westside Xtreme Wrestling
  - wXw World Heavyweight Championship (1x)[91][92]
  - wXw World Lightweight Championship (1×)1[93]
  - wXw World Tag Team Championship (1×) – mit Big Daddy Walter[94]
  - Ambition 4 (2013)[95]
  - 16 Carat Gold Tournament (2016)[96]
  - wXw World Tag Team Tournament (2015) – mit Big Daddy Walter[97]
- WhatCulture Pro Wrestling
  - Pro Wrestling World Cup English Qualifying (2017)[98]
- Wrestling Observer Newsletter
  - Bryan Danielson Award (Best Technical Wrestler) (2014–2020)
  - Best Technical Wrestler of the Decade (2010s)[99]